# Neocerambyx vitalisi
Neocerambyx vitalisi là một loài bọ cánh cứng trong họ Cerambycidae.